# España-Klasse (1913)
Die España-Klasse war eine Klasse von drei Kriegsschiffen der spanischen Marine. Das Typschiff España wurde am 23. Oktober 1913 fertiggestellt.

## Allgemeines
Die spanische Marine folgte mit der España-Klasse früh dem Trend zum All-Big-Gun-Battleship. Der Spanisch-Amerikanische Krieg von 1898 hatte jedoch katastrophale Schiffsverluste und ruinierte Staatsfinanzen hinterlassen. Der Bau der Schiffe der España-Klasse wurde daher erst im Januar 1908 beschlossen. Das Material, vor allem die Hauptbewaffnung, wurde größtenteils aus Großbritannien bezogen. Diese Schiffe waren die einzigen Dreadnoughts, die jemals für die spanische Marine gebaut bzw. von ihr gelistet wurden. Ausführende Werft war in allen Fällen die Sociedad Espanola de Construction Naval (Marinewerft) in Ferrol. Es war der erste Versuch, diese Bewaffnungsart mit einer Tonnage zu kombinieren, die jene eines Einheitslinienschiffes nicht überschritt. Das Resultat war die kleinste und schwächste Klasse von Großkampfschiffen, die gebaut wurden. Ihr Einsatzgebiet blieb auf Küstengebiete beschränkt. Andere Nationen folgten diesem Beispiel nicht, da die Schwächen dieser Schiffe, vor allem die unzureichende Standfestigkeit, beizeiten offenbar wurden.
Diagramm der Hauptbewaffnung der España-Klasse

## Einheiten

### España
Die España war das Typschiff dieser Klasse, ihr Bau begann am 5. Februar 1909, am 5. Februar 1912 lief sie vom Stapel, am 23. Oktober 1913 war sie fertiggestellt. Ihr Name bedeutet „Spanien“ in der Landessprache.
Am 23. August 1923 strandete das Schiff beim Kap Tres Forcas in Marokko in dichtem Nebel. Nachdem die Schiffsartillerie, darunter alle 30,5-cm-Geschütze, und einiges weitere Material geborgen werden konnten, wurde das Wrack in einem nachfolgenden Sturm zerschlagen, weitere Bergungsarbeiten wurden eingestellt.

### Alfonso XIII.
Der Bau der Alfonso XIII. begann am 23. Oktober 1910, sie lief am 7. Mai 1913 vom Stapel, am 16. August 1915 war sie fertiggestellt. Namensgeber war der spanische König Alfonso XIII.
Vom August 1921 bis zum Winter 1924/25 fuhr sie mehrere Einsätze zur Niederschlagung des Rifkabylen-Aufstandes. 1931 wurde sie in España umbenannt. Während des Spanischen Bürgerkrieges kämpfte sie auf der Seite Franco-Spaniens und beschoss am 2. April 1937 republikanische Stellungen bei Bilbao. Am 30. April 1937 lief sie bei Santander in ein Minenfeld und erlitt einen Minentreffer. Die Alfonso XIII. begann daraufhin langsam über das Heck zu sinken. Der begleitende Zerstörer Velasco konnte fast die gesamte Besatzung retten und an Land bringen, das Schiff selbst indessen sank nach etwa drei Stunden. Fünf Seeleute fanden beim Untergang den Tod.

### Jaime I.
Die Jaime I. war das dritte Schiff dieser Klasse, ihr Bau begann am 5. Februar 1912, am 21. September 1914 lief sie vom Stapel. Namenspatron dieses Schiffes war der spanische König Jaime I. Ihre Fertigstellung wurde vom Ersten Weltkrieg unterbrochen, deswegen ruhte der Bau zwischen 1914 und 1919, weil Großbritannien die Materiallieferungen kriegsbedingt eingestellt hatte. Erst 1922 wurde sie fertiggestellt.
Auch die Jaime I. fuhr nach ihrer Fertigstellung von 1923 bis 1925 Einsätze zur Niederschlagung des Rifkabylen-Aufstandes und wurde dabei im Mai 1924 durch Treffer einer Küstenbatterie der Rifkabylen leicht beschädigt. Im Spanischen Bürgerkrieg kämpfte sie auf republikanischer Seite. Dabei beschoss sie unter anderem am 28. Juli und am 3. August 1936 die Stadt Ceuta und am 7. August Algeciras. Am 13. August 1936 wurde sie durch Bombentreffer schwer beschädigt und für drei Monate außer Gefecht gesetzt.
Bei einem Angriff italienischer SM.79-Bomber am 21. Mai 1937 wurde das Schiff von einer 250-Kilogramm-Bombe getroffen und erlitt erneut erhebliche Schäden. Am 17. Juni 1937, während das Schlachtschiff in Cartagena zur Reparatur lag, ereignete sich aus nicht genau geklärten Gründen eine schwere Explosion im Inneren der Jaime I. Beinahe 300 Besatzungsangehörige und Werftarbeiter kamen bei der Katastrophe ums Leben. Das Wrack des Schiffes wurde 1939 behelfsmäßig schwimmfähig gemacht und bis 1941 in Cartagena abgewrackt. Ein Teil der Geschütze konnte abgeborgen werden und wurde später als Küstenartillerie verwendet.

## Parallelen zurDeutschland-Klasse von 1931
Es gibt einige oberflächliche Ähnlichkeiten der España-Klasse mit den Panzerschiffen der Deutschland-Klasse von 1933. Dies betrifft vor allem Ausstattung beider Klassen mit starker Bewaffnung auf Einheiten, die für Großkampfschiffe sehr klein ausgefallen sind. Die Gesamtkonzeption beider Schiffsklassen ist jedoch grundverschieden: Während die España-Klasse als Küstenverteidiger ausgelegt war, waren die Panzerschiffe der Deutschland-Klasse eher mit den Panzerkreuzern zu vergleichen, die ursprünglich den Krieg in Übersee führen sollten. Dazu kam bei den Schiffen der Deutschland-Klasse ein Weiterentwicklungszeitraum von über zwanzig Jahren zum Tragen, der sich in einer stärkeren Fla-Bewaffnung und einer höheren Geschwindigkeit niederschlug.